# 第三三二海軍航空隊
第三三二海軍航空隊（だい332かいぐんこうくうたい）は、日本海軍の部隊の一つ。本土防衛の主力戦闘機隊として、太平洋戦争終盤に阪神上空の迎撃・戦闘行動に従事した。通称「虹部隊」。

## 沿革
サイパン島が陥落し、日本本土爆撃が必至となった1944年（昭和19年）中盤に、日本海軍は本土防空部隊を設置することとなった。はじめは各鎮守府が所有する直轄の戦闘機隊の増設を推進したが、既存の鎮守府航空隊は水上偵察機部隊であるため、戦闘機部隊の統率には困難があった。そこで戦闘機隊は独立した部隊に再編することとした。呉鎮守府で増設した戦闘機隊として三三二空は新たに編制され、呉に最も近い陸上基地である岩国に設置された。
- 昭和19年（1944年）

8月1日　呉海軍航空隊の戦闘機隊を独立し、岩国飛行場で開隊。呉鎮守府直卒。（局地戦闘機48・夜間戦闘機12）
　　　　　　　　当初は零式艦上戦闘機で代替、のちに雷電を導入。編成当初は僅かだった月光も増強。
10月25日　八幡市にB-29襲来、16機で出撃するが会敵せず。
11月7日　フィリピンに20機派遣。第二〇三海軍航空隊に編入、1週間で壊滅。
　　　　　　　　　月光隊を厚木飛行場に派遣。関東地方の防空に従事。
12月15日　厚木派遣隊、原隊復帰。
12月17日　鳴尾飛行場に20機派遣、関西地方の防空に従事。
12月22日　名古屋市にB-29襲来、鳴尾派遣隊出撃、第二一〇海軍航空隊と共同で3機撃破。
　　　　　　　　　以後、鳴尾派遣隊は名古屋防空に従事。
12月末　　夜戦隊を伊丹飛行場に派遣。
- 昭和20年（1945年）

2月4日　神戸市にB-29来襲、鳴尾派遣隊が迎撃。
2月5日　本隊、鳴尾に進出。岩国には練成隊が残存。
3月13日　大阪大空襲。月光隊で迎撃。戦果僅少、大阪市街地壊滅。
3月16日　神戸大空襲。月光隊で迎撃。戦果僅少、神戸市街地壊滅。
3月19日　機動部隊艦載機隊来襲、伊丹・鳴尾飛行場被弾。迎撃せず。
4月4日　岩国練成隊、出撃前の第二艦隊を仮想敵に対艦攻撃訓練を実施。
4月23日　雷電隊16機を鹿屋飛行場に派遣、第五航空艦隊指揮下。
　　　　　　　　　横須賀鎮守府第三〇二海軍航空隊・佐世保鎮守府第三五二海軍航空隊の雷電隊と連合し、通称「竜巻部隊」を編制。
4月27日　30日まで4日連続で南九州にB-29来襲、竜巻部隊で迎撃。4日間で9機撃破。
5月3日　7日まで5日連続で南九州にB-29来襲、竜巻部隊で迎撃。戦果なし。
5月5日　二一〇空夜戦隊を解散し、本隊夜戦隊に編入。
5月10日　南九州にB-29来襲、竜巻部隊で迎撃。稼動機が払底したため最後の出撃となる。
　　　　　　　　　同日、徳山市・岩国市にB-29来襲、練成隊で迎撃。1機撃破。
5月12日　三〇二空夜戦隊の増援を受ける。
5月14日　名古屋市にB-29来襲、夜戦隊で迎撃、1機撃破。
5月21日　三〇二空夜戦隊が原隊復帰。伊丹の夜戦隊は月光4・彗星戊型7に激減。
6月1日　大阪市にB-29およびP-51来襲、本隊が迎撃。
6月5日　第五航空艦隊第七十二航空戦隊に編入。
　　　　　　　　　以後、阪神地区の防空戦に従事。
8月3日　第三航空艦隊第五十三航空戦隊に転籍。
8月5日　西宮市にB-29来襲、戦果なし・17機喪失。最後の迎撃となる。
最終的に鳴尾飛行場を本拠地とし、陸軍伊丹飛行場に間借りしつつ阪神地区の防空を終戦間際まで続けた。

## 主力機種
- 零式艦上戦闘機
- 雷電
- 月光
- 彗星…戦闘機仕様の戊型。

## 歴代司令
- 柴田武雄 中佐：昭和19年8月1日 -
- 八木勝利：昭和20年2月5日 - 解隊